# Heinrich Haas (Filmproduzent)
Heinrich Haas (* 6. Juni 1890 in Maierhofen bei Kirchbach in Steiermark, Österreich-Ungarn; † 30. Dezember 1953 in Zürich, Schweiz) war ein österreichischer Filmproduzent.

## Leben
Heinrich Haas war nach einer kaufmännischen Ausbildung von 1914 bis 1918 Kriegsteilnehmer im Ersten Weltkrieg. 1920 erwarb er das Grazer Kriegswaisenkino und nannte es in Ringlichtspiele um. 1922 gründete er den Filmverleih Apollo-Film.
Ab 1910 machte er sich mit einem Autotransportunternehmen selbstständig und gründete im Jahr darauf ein Taxiunternehmen und die erste Grazer Chauffeurschule. 
Nach dem Krieg stieg er in ein Handelsunternehmen ein, übernahm das Ring-Kino und baute 1923 die erste öffentliche Benzinzapfstelle in Österreich
Ab 1925 arbeitete Haas als Produzent, doch erst seit der Gründung seiner Styria-Film brachte er ab 1934 Spielfilme heraus. Seine Produktionen gehörten meist dem Genre des Wiener Films an, wiederholt mit Hans Moser und Paul Hörbiger in den Hauptrollen.
Nach dem Anschluss Österreichs wurde die Styria-Film zum Zulieferbetrieb der neugegründeten, staatlich kontrollierten Wien-Film gemacht und ihr 1940 angegliedert. Haas fungierte nun als Herstellungsleiter. 1947 gründete er die Styria-Film neu und nahm seine Produzententätigkeit wieder auf.

## Sport
Heinrich Haas fuhr ab dem 15. Lebensjahr Radrennen und zeigte erstmals mit dem dritten Platz bei der steirischen Bergmeisterschaft 1908 auf der Ries auf. In den beiden Folgejahren gewann er die steirische Straßenmeisterschaft für seinen Verein „Edelweiß“. Seine Stärke waren Fernfahrten; die Strecke Graz – Wien – Graz bewältigte er in Rekordzeit von 17 Stunden und 30 Minuten.

## Filmografie
- 1933: Wenn du jung bist, gehört dir die Welt
- 1934: Ein Stern fällt vom Himmel
- 1934: Vorstadtvarieté
- 1935: Es flüstert die Liebe
- 1935: Heut’ ist der schönste Tag in meinem Leben
- 1936: Mädchenpensionat
- 1936: Lumpacivagabundus
- 1938: Der Hampelmann
- 1939: Leinen aus Irland
- 1940: Wiener G’schichten
- 1940: Sieben Jahre Pech
- 1940: So gefällst du mir
- 1941: Wir bitten zum Tanz
- 1942: Sieben Jahre Glück
- 1943: Abenteuer im Grandhotel
- 1944: In flagranti
- 1948: Die Verjüngungskur
- 1948: Anni
- 1948: Fregola
- 1950: Der Theodor im Fußballtor
- 1951: Der Weibsteufel
- 1952: Wir werden das Kind schon schaukeln (Schäm dich, Brigitte)
- 1952: Im weißen Rößl
- 1953: Ein tolles Früchtchen